# Paramount+

Logo von CBS All Access vor der Umbenennung

Paramount+ ist ein Streaming-Service der in den Vereinigten Staaten ansässigen Mediengruppe Paramount Global. Bis zur Umbenennung am 4. März 2021 hieß er CBS All Access. Nach der Umbenennung begann ein internationaler Start des Diensts mit erweitertem Inhalt.

## Geschichte
CBS All Access startete in den USA am 28. Oktober 2014 mit einer werbefreien und einer Version mit Werbung, wobei die werbefreie Version teurer war.
Im Februar 2017 hatte der Service 1,5 Millionen Abonnenten. Im August 2017 gab CBS Pläne bekannt, All Access außerhalb der USA zur Verfügung zu stellen. Kanada wurde dabei als erstes Land genannt, das im Zuge der Erweiterung den Service bekommen sollte. Kurz danach wurden Pläne für Australien bekannt, was durch einen Kauf des australischen Senders Network 10 angegriffen wurde.
Durch Star Trek: Discovery erreichte CBS All Access Anfang 2018 über 2 Millionen Abonnenten. Im April 2018 wurde CBS All Access in Kanada, als erstes Land außerhalb der USA, veröffentlicht. In Australien wurde der Service im Dezember 2018 als 10 All Access veröffentlicht.
Nach dem erneuten Zusammenschluss von CBS Corporation und Viacom zu ViacomCBS (jetzt Paramount Global) gab CBS All Access am 25. November 2019 bekannt, dass unter anderem Programme im Besitz von Viacom, wie Nickelodeon, zur Plattform hinzugefügt werden sollen. Ab dem 7. Mai 2020 wurden weitere Filme von Paramount Pictures hinzugefügt. Weiterhin wurde bekanntgegeben, dass CBS All Access in den nächsten zwölf Monaten international starten solle. Im Mai wurde erläutert, dass Anfang 2021 eine Namensänderung geplant sei, um sich von CBS-Produkten abzugrenzen. Am 15. September wurde der neue Name Paramount+ veröffentlicht. Am 4. März 2021 ersetzte der Dienst in den USA, Kanada und Lateinamerika CBS All Access bzw. startete in diesen Ländern. Am 25. März folgten die skandinavischen Länder und Mitte 2021 Australien. Der Dienst startete pünktlich, zum kurz vorher bekannt gewordenen Starttermin, am 8. Dezember 2022 auch in Deutschland, Österreich und für die deutschsprachige Schweiz.
In Deutschland, Österreich, Italien, Irland und im Vereinigten Königreich besteht eine Kooperation mit Sky. In diesen Ländern wird Paramount+ den Sky Cinema-Kunden ohne Zusatzkosten angeboten. Der Dienst ist zusätzlich unabhängig von Sky abonnierbar und es werden zum Start finanzielle Anreize geschaffen, die für Nutzer die Kaufentscheidungsfrage für das erste Jahr erleichtern soll. Das monatliche Abo kostet zum Start 7,99 €, über Sky ist eine kostenlose Aktivierung mit per E-Mail zugesandtem einmaligen Zugangscode möglich. Der Code muss auf dem Sky-Portal angefragt werden. Diese Zusammenarbeit von Sky und Paramount+ gibt es in der Schweiz nicht. Alternativ verfügbar sind die Paramount+-Angebote bei Amazon Prime; hier stehen sie in Form eines Channels bereit, welcher zusätzlich abonniert werden kann.
In der Schweiz ist Paramount+ als eigenständiger Dienst nur als deutschsprachige Version vorhanden. Für die Westschweiz bzw. französischsprechende Personen ist Paramount+ mit französischen Tonspuren oder Untertiteln nur über den Pay-TV-Sender Canal+ verfügbar. Jedoch ist dort der Dienst ohne zusätzliche Kosten im Ciné séries-Abonnement integriert.

### Internationale Veröffentlichung
| Tag der Einführung | Land / Region            | Anmerkung |
| ------------------ | ------------------------ | --- |
| 28. Oktober 2014   | Vereinigte Staaten       | als CBS All Access; Umbenennung am 4. März 2021                                                              |
| 1. Oktober 2017    | Dänemark                 | Ursprünglicher Paramount+-Service; Relaunch am 25. März 2021; Relaunch als SkyShowtime am 20. September 2022 |
| 1. Oktober 2017    | Finnland                 | Ursprünglicher Paramount+-Service; Relaunch am 25. März 2021; Relaunch als SkyShowtime am 20. September 2022 |
| 1. Oktober 2017    | Norwegen                 | Ursprünglicher Paramount+-Service; Relaunch am 25. März 2021; Relaunch als SkyShowtime am 20. September 2022 |
| 1. Oktober 2017    | Schweden                 | Ursprünglicher Paramount+-Service; Relaunch am 25. März 2021; Relaunch als SkyShowtime am 20. September 2022 |
| April 2018         | Kanada                   | als CBS All Access; Umbenennung am 4. März 2021                                                              |
| Oktober 2018       | Polen                    | als Paramount Play verfügbar über u. a. Play und Toya; Relaunch als SkyShowtime am 14. Februar 2023          |
| Dezember 2018      | Australien               | als 10 All Access; Umbenennung am 11. August 2021                                                            |
| Dezember 2018      | Neuseeland               | als 10 All Access; Umbenennung am 11. August 2021                                                            |
| Dezember 2018      | Ungarn                   | als Paramount+ verfügbar über Magyar Telekom; Relaunch als SkyShowtime am 14. Februar 2023                   |
| 1. Mai 2019        | Argentinien              | Ursprünglicher Paramount+-Service; Relaunch am 4. März 2021                                                  |
| 1. Mai 2019        | Bolivien                 | Ursprünglicher Paramount+-Service; Relaunch am 4. März 2021                                                  |
| 1. Mai 2019        | Brasilien                | Ursprünglicher Paramount+-Service; Relaunch am 4. März 2021                                                  |
| 1. Mai 2019        | Chile                    | Ursprünglicher Paramount+-Service; Relaunch am 4. März 2021                                                  |
| 1. Mai 2019        | Kolumbien                | Ursprünglicher Paramount+-Service; Relaunch am 4. März 2021                                                  |
| 1. Mai 2019        | Costa Rica               | Ursprünglicher Paramount+-Service; Relaunch am 4. März 2021                                                  |
| 1. Mai 2019        | Dominikanische Republik  | Ursprünglicher Paramount+-Service; Relaunch am 4. März 2021                                                  |
| 1. Mai 2019        | Ecuador                  | Ursprünglicher Paramount+-Service; Relaunch am 4. März 2021                                                  |
| 1. Mai 2019        | El Salvador              | Ursprünglicher Paramount+-Service; Relaunch am 4. März 2021                                                  |
| 1. Mai 2019        | Guatemala                | Ursprünglicher Paramount+-Service; Relaunch am 4. März 2021                                                  |
| 1. Mai 2019        | Honduras                 | Ursprünglicher Paramount+-Service; Relaunch am 4. März 2021                                                  |
| 1. Mai 2019        | Mexiko                   | Ursprünglicher Paramount+-Service; Relaunch am 4. März 2021                                                  |
| 1. Mai 2019        | Nicaragua                | Ursprünglicher Paramount+-Service; Relaunch am 4. März 2021                                                  |
| 1. Mai 2019        | Panama                   | Ursprünglicher Paramount+-Service; Relaunch am 4. März 2021                                                  |
| 1. Mai 2019        | Paraguay                 | Ursprünglicher Paramount+-Service; Relaunch am 4. März 2021                                                  |
| 1. Mai 2019        | Peru                     | Ursprünglicher Paramount+-Service; Relaunch am 4. März 2021                                                  |
| 1. Mai 2019        | Uruguay                  | Ursprünglicher Paramount+-Service; Relaunch am 4. März 2021                                                  |
| 1. Mai 2019        | Venezuela                | Ursprünglicher Paramount+-Service; Relaunch am 4. März 2021                                                  |
| Juni 2020          | Russland                 | als Paramount+ verfügbar über Okko                                                                           |
| September 2020     | MENA-Region              | als Paramount+ verfügbar über OSN                                                                            |
| 1. Dezember 2021   | Estland                  | in Zusammenarbeit mit der TV3 Group                                                                          |
| 1. Dezember 2021   | Lettland                 | in Zusammenarbeit mit der TV3 Group                                                                          |
| 1. Dezember 2021   | Litauen                  | in Zusammenarbeit mit der TV3 Group                                                                          |
| 28. März 2022      | Anguilla                 | in Zusammenarbeit mit C&W Communications                                                                     |
| 28. März 2022      | Antigua und Barbuda      | in Zusammenarbeit mit C&W Communications                                                                     |
| 28. März 2022      | Bahamas                  | in Zusammenarbeit mit C&W Communications                                                                     |
| 28. März 2022      | Barbados                 | in Zusammenarbeit mit C&W Communications                                                                     |
| 28. März 2022      | Britische Jungferninseln | in Zusammenarbeit mit C&W Communications                                                                     |
| 28. März 2022      | Cayman Islands           | in Zusammenarbeit mit C&W Communications                                                                     |
| 28. März 2022      | Curaçao                  | in Zusammenarbeit mit C&W Communications                                                                     |
| 28. März 2022      | Dominica                 | in Zusammenarbeit mit C&W Communications                                                                     |
| 28. März 2022      | Grenada                  | in Zusammenarbeit mit C&W Communications                                                                     |
| 28. März 2022      | St. Kitts und Nevis      | in Zusammenarbeit mit C&W Communications                                                                     |
| 28. März 2022      | Trinidad und Tobago      | in Zusammenarbeit mit C&W Communications                                                                     |
| 28. März 2022      | Turks- und Caicosinseln  | in Zusammenarbeit mit C&W Communications                                                                     |
| 16. Juni 2022      | Südkorea                 | in Zusammenarbeit mit TVING                                                                                  |
| 22. Juni 2022      | Vereinigtes Königreich   | als Paramount+ über Sky sowie als eigenständiger Dienst verfügbar                                            |
| 22. Juni 2022      | Irland                   | als Paramount+ über Sky sowie als eigenständiger Dienst verfügbar                                            |
| 15. September 2022 | Italien                  | als Paramount+ über Sky sowie als eigenständiger Dienst verfügbar                                            |
| 25. Oktober 2022   | Niederlande              | als SkyShowtime                                                                                              |
| 25. Oktober 2022   | Portugal                 | als SkyShowtime                                                                                              |
| 1. Dezember 2022   | Frankreich               | in Zusammenarbeit mit Canal+                                                                                 |
| 1. Dezember 2022   | Schweiz (Romandie)       | in Zusammenarbeit mit Canal+                                                                                 |
| 8. Dezember 2022   | Deutschland              | als Paramount+ verfügbar über Sky, sowie als eigenständiger Dienst                                           |
| 8. Dezember 2022   | Österreich               | als Paramount+ verfügbar über Sky, sowie als eigenständiger Dienst                                           |
| 8. Dezember 2022   | Schweiz (Deutschschweiz) | |
| 14. Dezember 2022  | Bosnien und Herzegowina  | als SkyShowtime                                                                                              |
| 14. Dezember 2022  | Bulgarien                | als SkyShowtime                                                                                              |
| 14. Dezember 2022  | Kroatien                 | als SkyShowtime                                                                                              |
| 14. Dezember 2022  | Montenegro               | als SkyShowtime                                                                                              |
| 14. Dezember 2022  | Serbien                  | als SkyShowtime                                                                                              |
| 14. Dezember 2022  | Slowenien                | als SkyShowtime                                                                                              |
| 14. Februar 2023   | Albanien                 | als SkyShowtime                                                                                              |
| 14. Februar 2023   | Tschechien               | als SkyShowtime                                                                                              |
| 14. Februar 2023   | Kosovo                   | als SkyShowtime                                                                                              |
| 14. Februar 2023   | Nordmazedonien           | als SkyShowtime                                                                                              |
| 14. Februar 2023   | Rumänien                 | als SkyShowtime                                                                                              |
| 14. Februar 2023   | Slowakei                 | als SkyShowtime                                                                                              |
| 28. Februar 2023   | Andorra                  | als SkyShowtime                                                                                              |
| 28. Februar 2023   | Spanien                  | als SkyShowtime                                                                                              |
| 2023[veraltet]     | Indien                   | in Zusammenarbeit mit Viacom 18                                                                              |

## Reichweite
Im September 2023 verfügte Paramount+ weltweit über 63,4 Millionen Abonnenten. In Deutschland nutzten im Jahr 2023 6,2 % der Personen ab 14 Jahren mindestens einmal pro Monat den Streamingdienst.

## Programminhalte
Das Angebot umfasste im Januar 2024 in den USA rund 1.400 Paramount+ Film- und Serientiteln und 400 Showtime-Titeln, wobei die Serien über mehrere Staffeln und Folgen verfügen können. In den deutschsprachigen Ländern sind es rund 980 Film- und Serientitel. Das Titelsortiment besteht aus Paramount+ Eigenproduktionen, Smithsonian aber auch aus zum Paramount-Konzern gehörenden Produkten wie CBS, Showtime, Comedy Central, MTV, Nickelodeon, Nick Jr. sowie aus einer Auswahl aus dem Filmkatalog von Paramount Pictures und anderen Filmstudios. Die Reihenfolge der Episoden einiger Serien ist jedoch nicht sinngemäß angeordnet.